# 宮濱站
宮濱站（日语：／ Miyagahama eki */?）是一座位於鹿兒島縣指宿市的九州旅客鐵道（JR九州）指宿枕崎線的鐵路車站。

## 車站構造
- 一個1面1線側式月台，不可以列車交會。
- 無人站。
- 地面車站。

## 利用狀況
- 在2007年，平均1日的乘車人數為150人。

| 乘車人數變化 | 乘車人數變化 |
| 年度         | 1日平均人數  |
| ------------ | ------------ |
| 2003         | 156          |
| 2004         | 151          |
| 2005         | 150          |
| 2006         | 140          |
| 2007         | 150          |

## 車站周邊
- 指宿北郵局

## 历史
- 1934年（昭和9年）12月19日：車站啟用。
- 1983年（昭和58年）3月8日：車站成為無人站。
- 1987年（昭和62年）4月1日：因國鐵分割民營化，本站成為九州旅客鐵道的車站。

## 相鄰車站
九州旅客鐵道
指宿枕崎線
■普通
薩摩今和泉－宮濱－二月田

## 相關項目
- 日本鐵路車站列表

## 外部連結
- 宮濱車站（页面存档备份，存于）（日語）